# Guy Simonds
Guy Granville Simonds (Bury St Edmunds, 23 aprile 1903 – Toronto, 15 maggio 1974) è stato un generale canadese di origine britannica.
Ufficiale di stato maggiore del Canadian Army già messosi in luce per i suoi studi militari nel periodo interbellico, allo scoppio della seconda guerra mondiale ricoprì vari incarichi di rilievo per poi assumere il comando della 1st Canadian Infantry Division, che guidò nel corso dello sbarco in Sicilia e delle prime fasi della campagna d'Italia. Richiamato nel Regno Unito per assumere la guida del II Canadian Corps, comandò quest'ultimo durante le operazioni sul fronte occidentale, dalla battaglia di Normandia alla battaglia della Schelda, per concludere con la campagna della Renania e la liberazione dei Paesi Bassi. Nel dopoguerra fu Comandante dell'Esercito canadese dal 1951 al suo ritiro dal servizio nel 1955, curando la riorganizzazione delle forze terrestri canadesi durante la prima fase della guerra fredda.
Nell'opinione di alti ufficiali della sua epoca come Montgomery, Bradley e Dempsey, come pure degli storici successivi, Simonds viene considerato come il miglior generale canadese della seconda guerra mondiale.

## Biografia

### Primi anni ed entrata nella seconda guerra mondiale
Simonds nacque a Bury St Edmunds nel Sussex in una famiglia di lunga tradizione militare; il padre, ex ufficiale del British Army, emigrò poi in Canada con la famiglia quando Simonds era ancora bambino. All'età di diciotto anni Simonds entrò come cadetto al Royal Military College of Canada di Kingston, distinguendosi negli studi e ottenendo vari riconoscimenti per il suo comportamento e disciplina; nel luglio 1924 si diplomò con il grado di tenente della Royal Canadian Artillery. In forza alla batteria di Winnipeg della Royal Canadian Horse Artillery (RCHA), dopo un periodo di studi nel 1932 al Gunnery Staff College di Larkhill nel Regno Unito ottenne la promozione a capitano nell'aprile 1933; frequentò quindi i corsi per ufficiali di stato maggiore allo Staff College di Camberley in Inghilterra, distinguendosi ancora una volta negli studi e nella comprensione dei problemi della guerra moderna, e ottenendo per questo una raccomandazione elogiativa da parte del comandante dell'accademia. Promosso al grado temporaneo di maggiore nell'aprile 1938, svolse quindi incarichi di istruttore di artiglieria presso il Royal Military College of Canada per tutta la restante parte del periodo interbellico; durante questo periodo, pubblicò diversi articoli in materia di guerra meccanizzata sulla rivista Canadian Defence Quarterly, affermandosi come uno dei principali pensatori militari canadesi della sua epoca.
Dopo l'entrata del Canada nella seconda guerra mondiale il 10 settembre 1939, Simonds fu promosso al pieno grado di maggiore e assegnato come ufficiale alle operazioni allo stato maggiore della 1st Canadian Infantry Division, con la quale fu inviato nel Regno Unito nel dicembre dello stesso anno; nel luglio 1940, promosso tenente colonnello, fu messo al comando del 1st Field Regiment della RCHA, incarico che ricoprì solo per breve tempo visto che in novembre fu chiamato a dirigere un corso intensivo di addestramento per i giovani ufficiali canadesi in Inghilterra. Nei mesi seguenti Simonds scalò rapidamente la gerarchia militare: assegnato nel maggio 1941 come capo di stato maggiore alla 2nd Canadian Infantry Division con il grado di colonnello, fu promosso generale di brigata nell'agosto seguente e assegnato allo stato maggiore del I Canadian Corps; dopo un periodo nell'agosto 1942 come ufficiale osservatore presso il quartier generale dell'Eighth Army britannica in Nordafrica, dal settembre dello stesso anno fu messo al comando della 1st Canadian Infantry Brigade della 1st Canadian Division. Promosso maggior generale nell'aprile 1943, passò quindi a comandare l'intera 1st Canadian Division.

### Le operazioni in Italia e sul fronte occidentale

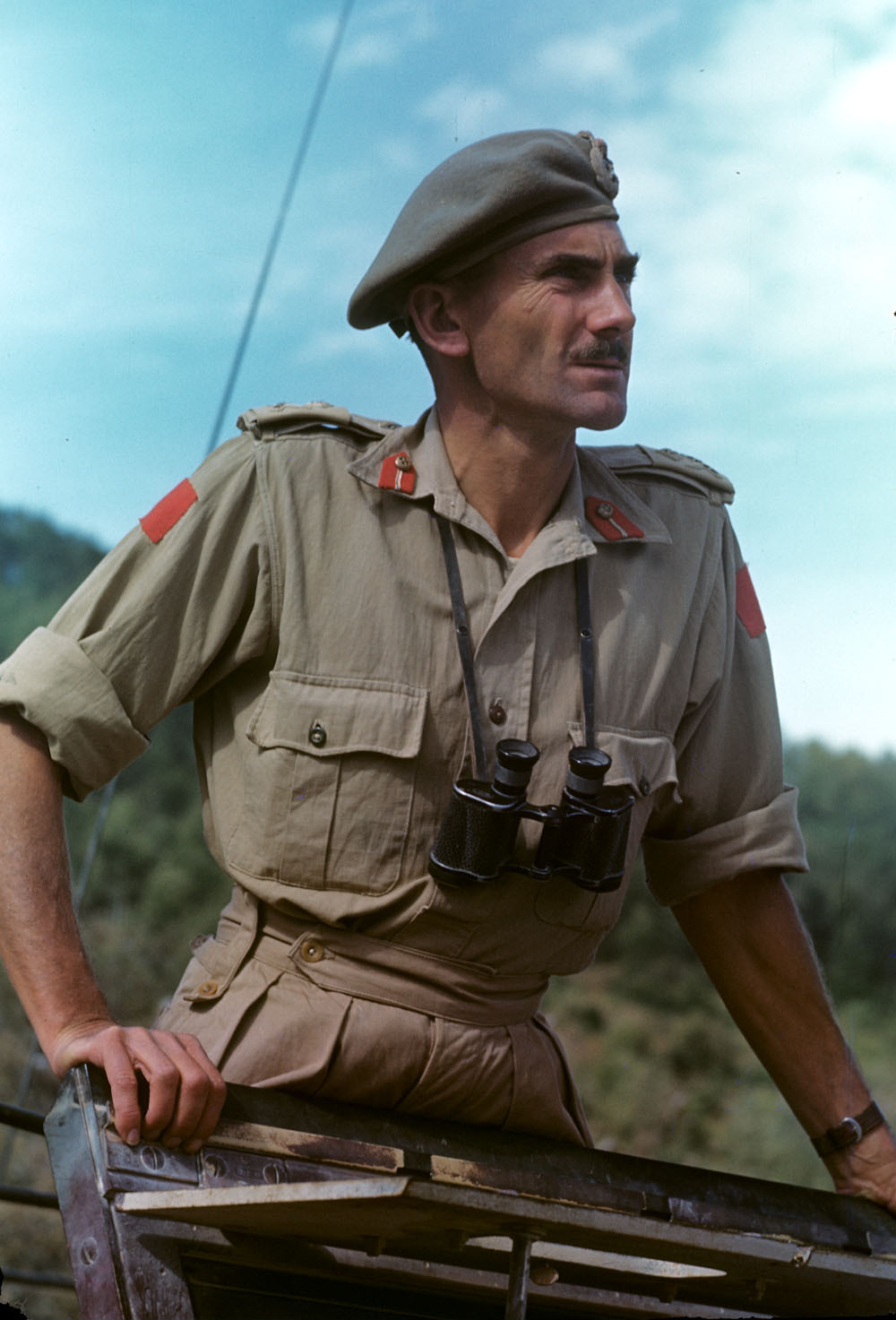
Simonds in Italia nel 1943

La prima esperienza di combattimento diretto di Simonds si ebbe tra il luglio e l'agosto 1943, quando il generale comandò la 1st Canadian Division durante la campagna degli Alleati in Sicilia (operazione Husky); nel corso di questo incarico Simonds ebbe modo di farsi notare dal comandante dell'Eight Army britannica, feldmaresciallo Bernard Law Montgomery, che apprezzò la decisione in azione e lo spirito offensivo messo in luce dal canadese. Dopo aver guidato la 1st Canadian Division anche durante lo sbarco alleato in Calabria nel settembre 1943 (operazione Baytown), nel novembre seguente Simonds assunse il comando della 5th Canadian (Armoured) Division, la prima divisione corazzata del Canadian Army, appena trasferita sul fronte italiano. Simonds fu richiamato in Inghilterra dall'Italia nel gennaio 1944: promosso tenente generale, gli fu affidato il comando del II Canadian Corps che addestrò e preparò in vista del progettato assalto anfibio alleato attraverso il canale della Manica.
Dopo la riuscita degli sbarchi del 6 giugno 1944, il comando del II Canadian Corps fu schierato in Normandia nel luglio seguente e le forze di Simonds furono immediatamente impegnate nei duri scontri contro i tedeschi nella zona di Caen, sul lato orientale della testa di ponte alleata. Dopo il parziale successo dell'operazione Atlantic a sud di Caen (18 - 21 luglio), Simonds sferrò altri due grandi attacchi il 25 luglio (operazione Spring) e l'8 agosto (operazione Totalise), senza tuttavia ottenere lo sperato sfondamento del fronte tedesco; il successo fu infine ottenuto il 14 agosto con gli attacchi dell'operazione Tractable: il II Canadian Corps prese Falaise e contribuì a chiudere in una sacca un grosso scaglione delle forze tedesche in Normandia. Nel corso delle operazioni in Normandia, Simonds sperimentò con successo l'adozione di nuove tattiche anticarro per contrastare le forze corazzate tedesche, e si fece promotore dell'adozione di un nuovo veicolo trasporto truppe corazzato, il "Kangaroo", con cui meccanizzare i reparti di fanteria.

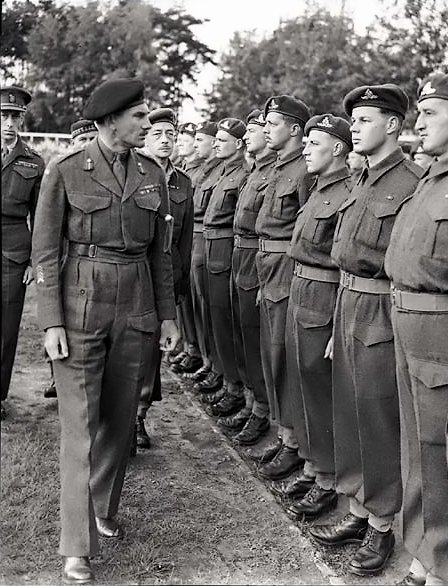
Simonds passa in rassegna un gruppo di soldati canadesi a Meppen in Germania nel maggio 1945

Concluse le operazioni in Normandia, il II Corps di Simonds fu impegnato nel settembre 1944 a eliminare i presidi tedeschi rimasti asserragliati nei porti lungo la costa meridionale della Manica, per poi prendere parte tra ottobre e novembre alla battaglia della Schelda per la liberazione degli accessi al mare dello strategico porto di Anversa; durante questo periodo, tra il 27 settembre e il 7 novembre, Simonds assunse provvisoriamente il comando dell'intera First Canadian Army in sostituzione del suo titolare e superiore gerarchico, il generale Harry Crerar, messo temporaneamente fuori servizio per un problema di salute. Dopo un periodo passato a presidiare la linea del fronte nei Paesi Bassi meridionali, il II Corps di Simonds tornò in azione nel febbraio 1945 durante le operazioni finali degli Alleati contro la Germania nazista: tra l'8 febbraio e il 10 marzo le forze di Simonds presero parte ai duri combattimenti nella Renania settentrionale (operazioni Veritable e Blockbuster), per poi passare il Reno al seguito delle forze britanniche il 28 marzo ed essere inviate a liberare dall'occupazione tedesca il nord dei Paesi Bassi.

### Il dopoguerra
Concluse le ostilità in Europa nel maggio 1945, Simonds rimase dislocato nel Regno Unito e dal giugno dello stesso anno frequentò i corsi dell'Imperial Defence College a Londra, prestigiosa scuola di formazione per gli alti gradi militari e diplomatici britannici; tra il 1946 e il 1949 Simonds fu capo istruttore presso lo stesso Imperial Defence College, carica molto onorifica per un ufficiale canadese. Nel 1949 Simonds tornò in patria, dove assunse la direzione del Royal Military College of Canada di Kingston e del National Defence College; dal 1º febbraio 1951 Simonds divenne capo di stato maggiore del Canadian Army, dirigendo il processo di riorganizzazione delle forze terrestri canadesi generato dallo scoppio della guerra di Corea e dall'integrazione del paese nel sistema difensivo della NATO. Durante questo periodo Simonds fu spesso in contrasto con le decisioni del governo canadese, criticando la scelta di favorire la relazione e la cooperazione militare del paese con gli Stati Uniti d'America a discapito dei tradizionali legami che univano il Canada con il Regno Unito.
Simonds lasciò il servizio attivo il 2 settembre 1955, ritirandosi a vita privata; morì a Toronto il 15 maggio 1974 all'età di 71 anni.